# René Delaby
René Delaby (9 de abril de 1957) es un expiloto de motociclismo belga, que compitió en el Mundial de Motociclismo entre 1977 y 1989.

## Biografía
Su debut en el Mundial de Motociclismo fue en la temporada 1977 al no clasificarse para dos Grandes Premios pero en 1978 consigue correr en la carrera de 250cc del Gran Premio de Bélgica con una Yamaha con la que acabó en decimoséptimo lugar. Estuvo 12 temporadas de manera continuada hasta 1989. Posteriormente, disputaría tres temporadas en el Campeonato del Mundo de Superbikes entre 1989 y 1991.

## Resultados

### Campeonato del Mundo de Motociclismo

#### Carreras por año
Sistema de puntos desde 1969 a 1987:
| Posición | 1.º | 2.º | 3.º | 4.º | 5.º | 6.º | 7.º | 8.º | 9.º | 10.º |
| Pts.     | 15  | 12  | 10  | 8   | 6   | 5   | 4   | 3   | 2   | 1    |

Sistema de puntos desde 1988 a 1992:
| Posición | 1.º | 2.º | 3.º | 4.º | 5.º | 6.º | 7.º | 8.º | 9.º | 10.º | 11.º | 12.º | 13.º | 14.º | 15.º |
| Pts.     | 20  | 17  | 15  | 13  | 11  | 10  | 9   | 8   | 7   | 6    | 5    | 4    | 3    | 2    | 1    |

(Carreras en negrita indica pole position, carreras en cursiva indica vuelta rápida)
| Año  | Clase | Equipo          | Moto    | 1       | 2       | 3       | 4       | 5       | 6       | 7       | 8       | 9       | 10      | 11      | 12      | 13      | 14     | Pts. | Pos. |
| ---- | ----- | --------------- | ------- | ------- | ------- | ------- | ------- | ------- | ------- | ------- | ------- | ------- | ------- | ------- | ------- | ------- | ------ | ---- | ---- |
| 1977 | 250cc | Yamaha          | VEN -   |         | GER -   | NAT -   | ESP -   | FRA DNQ | YUG -   | NED -   | BEL DNQ | SWE -   | FIN -   | CZE -   | GBR -   |         |        | 0    | -    |
| 1978 | 250cc | Yamaha          | VEN -   | ESP -   |         | FRA -   | NAT -   | NED -   | BEL 17  | SWE -   | FIN -   | GBR -   | GER -   | CZE -   | YUG -   |         |        | 0    | -    |
| 1979 | 250cc | Yamaha          | VEN -   |         | GER -   | NAT -   | ESP 18  | YUG 12  | NED -   | BEL -   | SWE Ret | FIN Ret | GBR 13  | CZE 19  | FRA Ret |         |        | 0    | -    |
| 1979 | 350cc | Yamaha          | VEN -   | AUT 21  | GER 20  | NAT -   | ESP -   | YUG -   | NED -   |         |         | FIN -   | GBR -   | CZE -   | FRA -   |         |        | 0    | -    |
| 1980 | 250cc | Yamaha          | NAT -   | ESP Ret | FRA -   | YUG 15  | NED 10  | BEL 18  | FIN -   | GBR 15  | CZE 13  | GER 20  |         |         |         |         |        | 1    | 35.º |
| 1980 | 350cc | Yamaha          | NAT DNQ |         | FRA 16  |         | NED 11  |         |         | GBR Ret | CZE 18  | GER 14  |         |         |         |         |        | 0    | -    |
| 1981 | 350cc | Yamaha          | ARG -   | AUT Ret | GER 17  | NAT 14  |         |         | YUG Ret | NED 14  |         |         | GBR 10  | CZE 9   |         |         |        | 3    | 27.º |
| 1982 | 250cc | Yamaha          |         |         | FRA -   | ESP DNQ | NAT -   | NED -   | BEL -   | YUG Ret | GBR 28  | SWE -   | FIN -   | CZE -   | SMR Ret | GER Ret |        | 0    | -    |
| 1982 | 350cc | Yamaha          | ARG -   | AUT Ret | FRA -   |         | NAT Ret | NED 22  |         |         | GBR 22  |         | FIN -   | CZE Ret |         | GER Ret |        | 0    | -    |
| 1983 | 250cc | Armstrong-Rotax | RSA -   | FRA -   | NAT -   | GER Ret | ESP -   | AUT -   | YUG -   | NED DNQ | BEL 27  | GBR Ret | SWE Ret |         |         |         |        | 0    | -    |
| 1984 | 250cc | Yamaha          | RSA -   | NAT 21  | ESP Ret | AUT Ret | GER -   | FRA DNQ | YUG 19  | NED Ret | BEL 24  | GBR 21  | SWE DNQ | RSM 18  |         |         |        | 0    | -    |
| 1985 | 250cc | Morena          | RSA -   | ESP DNQ | GER Ret | NAT 21  | AUT Ret | YUG 18  | NED 25  | BEL 21  | FRA DNQ | GBR Ret | SWE Ret | RSM 23  |         |         |        | 0    | -    |
| 1986 | 250cc | Rotax           | ESP Ret | NAT 27  | GER 29  | AUT 22  | YUG 24  | NED -   | BEL Ret | FRA DNQ | GBR 19  | SWE Ret | RSM DNQ |         |         |         |        | 0    | -    |
| 1987 | 250cc | Yamaha          | JAP -   | ESP 23  | GER 19  | NAT 22  | AUT Ret | YUG 22  | NED 28  | FRA 19  | GBR Ret | SWE 19  | CZE 18  | RSM 23  | POR 19  | BRA -   | ARG -  | 0    | -    |
| 1988 | 250cc | Yamaha          | JAP 27  | USA 24  | ESP DNQ | EXP 24  | NAT DNQ | GER Ret | AUT -   | NED DNQ | BEL -   | YUG 21  | FRA 23  | GBR DNQ | SWE -   | CZE 25  | BRA 19 | 0    | -    |
| 1989 | 250cc | Yamaha          | JPN -   | AUS -   | USA -   | ESP -   | NAT -   | GER -   | AUT -   | YUG -   | NED 22  | BEL -   | FRA DNQ | GBR DNQ | SWE -   | CZE -   | BRA -  | 0    | -    |